# Kiesvölgy
Kiesvölgy (Lubnya, ukránul: Лубня) település Ukrajnában, Kárpátalján, az Ungvári járásban.

## Fekvése
A Keleti-Beszkidek keleti részén, Nagybereznától északkeletre, Fenyvesvölgy és Ligetes közti északi bekötőuton elérhető zsákfalu.

## Nevének eredete
Lubnya neve szláv eredetű, víznévből keletkezett. Neve a lub~ljub (mocsár), vagy a lubny (kéreg), Lub fakéreg szóból ered. Új Kiesvölgy nevét 1904-ben az országos helységnévrendezés során kapta.

## Története
A falu a 17. században a Lubnya-patak mellett jött létre. Nevét 1631-ben említette először oklevél Lubnya néven. 1808-ban Lubnya, Lubná, 1851-ben Lubnya, 1913-ban Kiesvölgy néven írták.
1910-ben 289 lakosából 28 német, 260 ruszin volt. Ebből 261 görögkatolikus, 28 izraelita volt. A Trianoni békeszerződés előtt Ung vármegye Nagybereznai járásához tartozott.

## Népesség
| 2001 | 211 |

A népesség anyanyelv szerinti megoszlása a teljes népesség %-ában (2001)